# 九州産交リテール
九州産交リテール株式会社（きゅうしゅうさんこうリテール）は、九州産業交通ホールディングス傘下において運営されているレストラン・売店事業、及びフランチャイズ事業等を営む会社である。

## 沿革
- 2015年3月 - これまでグループ会社の九州産交ランドマーク株式会社がおこなっていたレストラン・売店事業、及びフランチャイズ事業等の小売業を中心とした業務を分離・継承する形において新たに設立。
- 2018年
  - 4月1日 - 球磨焼酎などの熊本県産酒を中心とした酒類・飲料品等の販売を手掛ける「肥後リカー株式会社」の経営権を九州産交が取得し、当社の連結子会社となる。
  - 5月1日 - いきなり団子などの和菓子を中心に製造・販売を手掛ける「株式会社華まる堂」の経営権を九州産交が取得し、当社の連結子会社となる。

## 事業内容

### レストラン・売店事業
- 旬彩館（阿蘇くまもと空港店・JR熊本駅店・「熊本城　城彩苑　桜の小路」店・北熊本SA下り店・宮原SA上り店・宮原SA下り店）
- SAKURA MACHI Kumamoto地階
  - どら焼き専門店　どらがしあんあん
- 九州自動車道サービスエリア内　　　　　　
  - 北熊本SA（下り）
  - 宮原SA（上り・下り）
- 阿蘇くまもと空港内レストラン
  - 和ダイニング　りんどう
  - ラーメンダイニング　くすのき
  - キッチン空福亭
  - カレー食堂　肥後咖喱研究所
- 「熊本城　桜の馬場 城彩苑」桜の小路飲食店
  - ビュッフェレストラン　ぎんなん
  - 和食　櫻道
  - 茶房　櫻ン坂
- その他熊本市街地
  - くまもとの酒文化発信処くまBAR
  - 喫茶室　桜カフェ（熊本県立美術館内）

### フランチャイズ事業
- いきなり!ステーキ（阿蘇くまもと空港店・イオンモール筑紫野店・宮原SA下り店・ゆめタウン光の森店）
- Z クロッカンシュー ザクザク（イオンモール宮崎店）
- 味千×桂花（阿蘇くまもと空港店・サクラマチクマモトフードコート店）

### 連結子会社
- 肥後リカー株式会社 - 酒類・飲料水等の卸し・輸入・販売
- 株式会社華まる堂 - 菓子類（いきなり団子・他）の製造・販売